# Martyn Woodroffe
Martyn Woodroffe (n. 8 septembrie 1950, Cardiff, Țara Galilor, Regatul Unit) este un înotător ce a reprezentat Țara Galilor, medaliat olimpic. A participat la o ediție a Jocurilor Olimpice (1968) în care a câștigat două medalii de argint.